# 灵猫酮
灵猫酮是一种环酮和已知的最古老的香水成分之一。这是一种来自非洲灵猫的信息素。它具有很强的类麝香气味，在极低的浓度下会变得令人愉悦。灵猫酮和在麝香中发现的主要气味化合物麝香酮有密切联系，因为这两种化合物都是大环酮。如今，灵猫酮可以从棕榈油中发现的化合物作为前体进行合成。
为了将美洲豹吸引至相机陷阱中，实地生物学家们使用了CK男士魅力古龙水。据信，在古龙水中的灵猫酮类似于其领土标记。